# Griffin & Phoenix (película de 2006)
Griffin & Phoenix es una película romántica estadounidense de 2006 dirigida por Ed Stone y escrita por John Hill. Está protagonizada por Dermot Mulroney y Amanda Peet y es una nueva versión de la película de 1976 Griffin and Phoenix.

## Argumento
La película comienza con Henry Griffin ( Dermot Mulroney ) enterándose por su oncólogo de que su cáncer se ha extendido y que sólo le queda un año, dos como máximo, de vida. Este descubrimiento lo inicia en un viaje de autorreflexión que incluye comenzar una novela y tomar una clase de psicología en la Universidad de Nueva York . En esta clase conoce a Sarah Phoenix ( Amanda Peet ). Él le pide una cita y, tras dudar, ella acude. Luego los dos tontean y finalmente se quedan despiertos toda la noche juntos viendo el amanecer. Griffin cree que son cercanos, pero Phoenix no muestra tanto interés. Aunque Phoenix envía a Griffin señales contradictorias ocasionales, los dos se unen para un torbellino de actividades aventureras y casi infantiles, como pintar grafiti en una torre de agua. Sin embargo, Phoenix no quiere lastimar a Griffin ni a ella misma al enamorarse porque está demasiado débil para lidiar con eso, ya que ella también tiene cáncer y también tiene poco tiempo. Un día, mientras estaba en la casa de Griffin después de su aventura, mientras limpiaba, se encuentra con sus libros sobre morir y "vivir la vida al máximo" y llega a la conclusión de que Griffin sabe que está enferma y está siendo amable sólo por simpatía. Ella sale furiosa y después de su confrontación, Griffin explica que los libros le pertenecen a él y que él también tiene cáncer. Esto hace que los dos se enamoren cada vez más profundamente el uno del otro y su relación se profundiza. Juntos, se esfuerzan por aprovechar al máximo sus últimos días de vida. Sin embargo, mientras explora y aprovecha al máximo sus últimos días, Griffin explica que cuando se enferma gravemente simplemente se irá y desea que ella no venga a buscarlo porque es algo que siente que debe hacer él mismo. Pero Phoenix es el primero en enfermarse y usa las mismas palabras de Griffin contra él. Esto hiere profundamente a Griffin y le hace reaccionar de forma exagerada. Más tarde, sin embargo, al darse cuenta de que estaba equivocado, decide que quiere pasar los últimos momentos de la vida de Phoenix con ella de todos modos. Griffin hace una última 'Navidad' para Phoenix, ya que es su estación favorita y serían sus últimas vacaciones juntos. La película termina con dos hombres repintando la torre de agua, cubriendo el corazón de grafiti de Griffin proclamando su amor por Phoenix.

## Reparto
- Amanda Peet como Phoenix
- Dermot Mulroney como Griffin
- Sarah Paulson como Peri
- Blair Brown como Eve
- Alison Elliott como Terry
- Lois Smith como Dr. Imberman
- Jonah Meyerson como Kirk
- Max Morris como Andrew
- Simon Jones como Professor
- Jesse Tyler Ferguson como Student (como Jesse Ferguson)
- Susan Pourfar como Waitress
- Omar Scroggins como Movie Usher
- Adam Kulbersh como Stu Knoepflemacher
- Adriane Lenox como Doctor
- Novella Nelson como Maya Restaurant Owner
- Don McManus como Good Samaritan #1
- Jason Workman como Good Samaritan #2
- Brian Klugman como Beach Stud
- Sile Bermingham como Lilly
- Steven Randazzo como Cop #1
- Ted Koch como Cop #2
- Dana Eskelson como Mother with Stroller
- T.J. Stanton como Crying Boy
- Michael Showalter como Terry's Fiancé
- Fred Armisen (uncredited)
- John Farrer  como Hospital Doctor (uncredited)
- Chuck Gerena como Water Tower Painter (uncredited)
- Pablo Hernandez como Luc (uncredited)
- Robert Oppel como Tattooed Student (uncredited)
- Kristen Silverman como Bikini Babe (uncredited)